# Conselho Militar da Geórgia
O Conselho Militar da Geórgia (georgiano: საქართველოს რესპუბლიკის სამხედრო საბჭო) foi um órgão de segurança nacional do Governo da Geórgia, estabelecido em 2 de janeiro de 1992 durante o golpe militar na Geórgia. Foi um órgão inconstitucional que ocupou a liderança do país por pouco mais de dois meses. O conselho anunciou a deposição do presidente Zviad Gamsakhurdia e serviu como chefe de Estado coletivo de 6 de janeiro de 1992 até 10 de março daquele ano, quando o conselho militar foi substituído pelo Conselho de Estado liderado por Eduard Shevardnadze. A composição completa do Conselho Militar nunca foi publicada, com todas as ordens e resoluções sendo assinadas por Tengiz Kitovani e Jaba Ioseliani em nome do Conselho.
Seu regime foi considerado uma ditadura militar e as inúmeras revoltas dos partidários de Zviad Gamsakhourdia (os Zviadistas) desencadearam a eclosão da guerra civil e sua substituição por um novo regime, o Conselho de Estado.